# Дипломатические миссии в Доминике

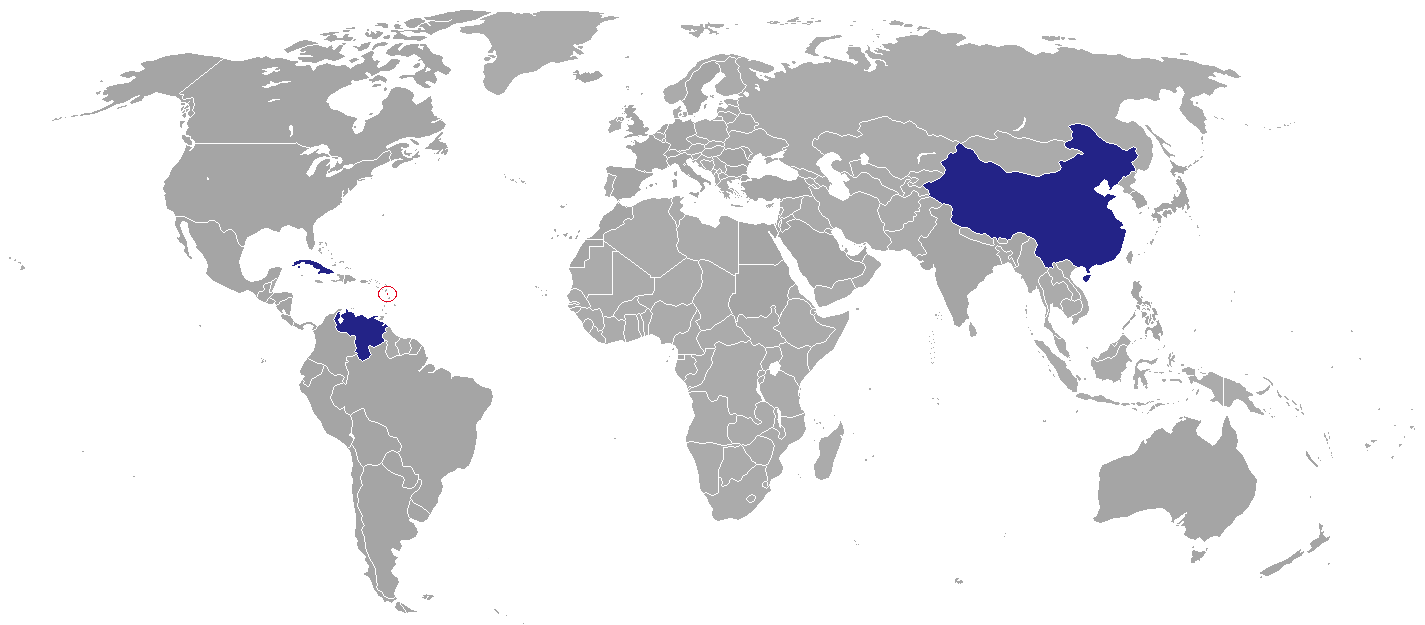
Дипломатические миссии в Доминике

Это список дипломатических миссий в Доминике. В столице Розо в настоящее время расположены 4 посольства. В некоторых других странах есть почетные консульства или послы-нерезиденты, проживающие в других столицах Карибского бассейна или в других местах.

## Посольства
Розо
- Бразилия
- КНР
- Куба
- Венесуэла

## Почетные консульства вРозо
- Бельгия
- Канада
- Франция
- Гайана
- Ямайка
- Мексика
- Нидерланды
- Испания
- Швеция
- Швейцария
- Великобритания

## Аккредитованные посольства
| - Аргентина (Кингстон) - Австралия (Порт-оф-Спейн) - Австрия (Богота) - Барбадос (Бриджтаун) - Бельгия (Кингстон) - Канада (Бриджтаун) - Чили (Кингстон) - Колумбия(Порт-оф-Спейн) - Хорватия (Вашингтон) - Финляндия (Каракас) - Франция (Кастри) - Германия (Порт-оф-Спейн) - Гватемала (Порт-оф-Спейн) - Индия (Джорджтаун) - Индонезия (Каракас) - Исландия (Нью-Йорк) - Ирландия (Нью-Йорк) - Израиль (Санто-Доминго) | - Италия (Каракас) - Япония (Порт-оф-Спейн) - Малайзия (Гавана) - Мексика (Кастри) - Нидерланды (Порт-оф-Спейн) - Новая Зеландия (Бриджтаун) - Португалия (Bogotá) - Россия (Кингстон) - Сингапур (Вашингтон) - ЮАР (Кингстон) - Южная Корея (Санто-Доминго) - Испания (Кингстон) - Швеция (Стокгольм) - Швейцария (Санто-Доминго) - Турция (Санто-Доминго) - Великобритания (Бриджтаун) - США (Бриджтаун) - Вьетнам (Панама) |